# Canton de Saint-André-de-Valborgne
Le canton de Saint André de Valborgne est une ancienne division administrative française du département du Gard, dans l'arrondissement du Vigan.

## Composition
| Nom                                  | Code Insee | Intercommunalité            | Superficie (km2) | Population (dernière pop. légale) | Densité (hab./km2) |
| ------------------------------------ | ---------- | --------------------------- | ---------------- | --------------------------------- | ------------------ |
| Saint-André-de-Valborgne (chef-lieu) | 30231      | CC Causses Aigoual Cévennes | 48,71            | 417 (2014)                        | 8,6                |
| L'Estréchure                         | 30108      | CC Causses Aigoual Cévennes | 19,34            | 163 (2014)                        | 8,4                |
| Peyrolles-en-Cévennes                | 30195      | CC Causses Aigoual Cévennes | 8,29             | 38 (2014)                         | 4,6                |
| Les Plantiers                        | 30198      | CC Causses Aigoual Cévennes | 30,83            | 236 (2014)                        | 7,7                |
| Saumane                              | 30310      | CC Causses Aigoual Cévennes | 12,14            | 259 (2014)                        | 21                 |

## Histoire
De 1833 à 1848, les cantons de Lasalle et de Saint-André-de-Valborgne avaient le même conseiller général. Le nombre de conseillers généraux était limité à 30 par département.

## Photo du canton

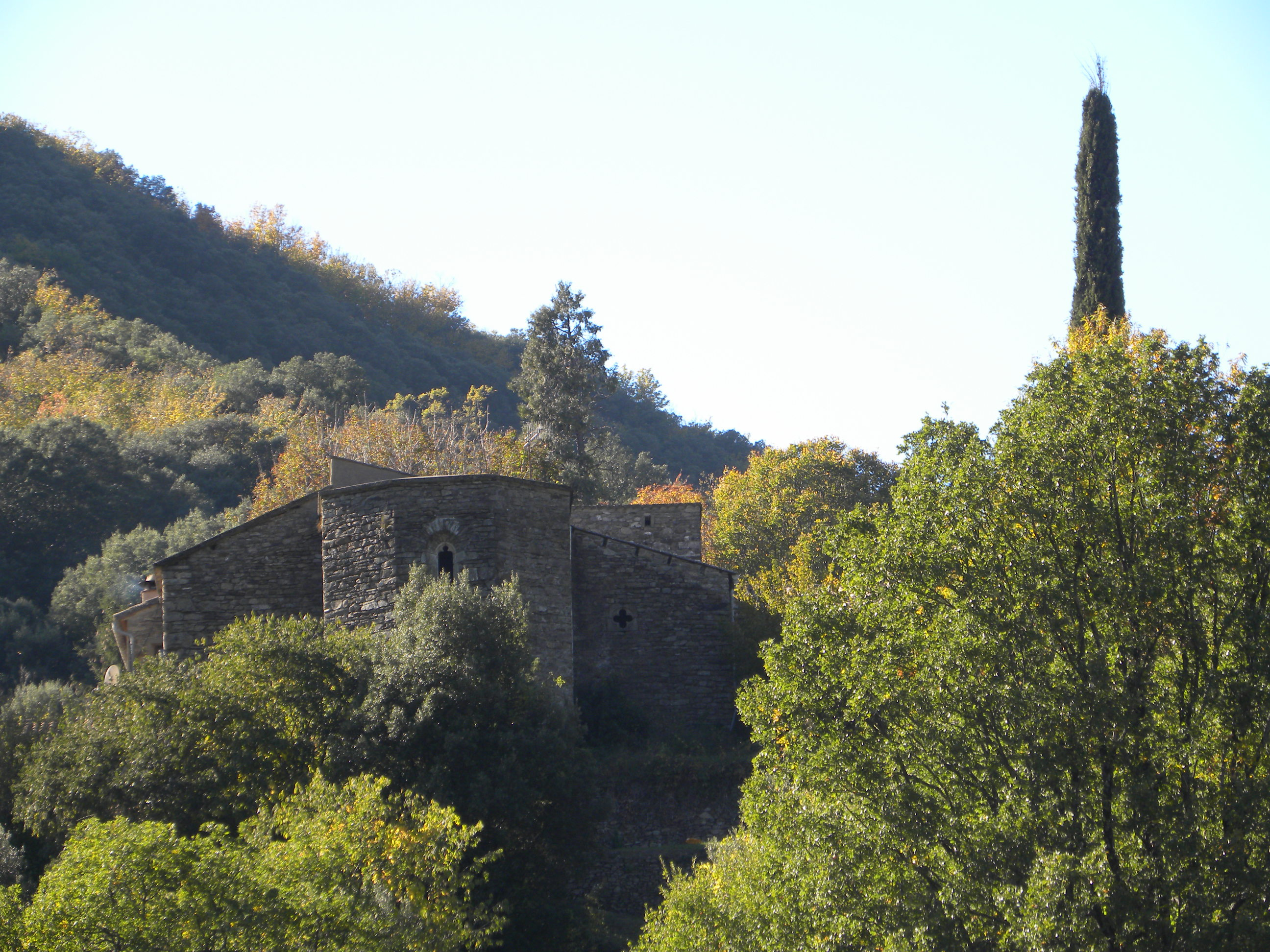
L'église de Saint-Martin de Corconac (commune de L'Estréchure)

## Administration

### Conseillers d'arrondissement (de 1833 à 1940)
| Période                                  | Période | Identité                     | Étiquette   | Qualité |
| ---------------------------------------- | ------- | ---------------------------- | ----------- | --- |
| 1833                                     | 1842    | M. Lozeran fils              |             | Propriétaire à Saint-André                                                                                  |
| 1842-1871                                | 1871    | Pierre Meinadier             |             | |
| 1871                                     | 1877    | Victor Faucher               |             | |
| 1877                                     | 1886    | Jules Fraissinet (1828-1907) | Républicain | Premier adjoint au maire d'Alais, juge au Tribunal de commerce                                              |
| 1886                                     | 1901    | Marius Pascal                | Républicain | maire de L'Estréchure                                                                                       |
| 1901                                     | 1907    |                              |             | |
| 1907                                     | 1913    | M. Guibal                    | radical     | |
| 1913                                     | 1931    | Samuel Maurin                | PRS         | Propriétaire aux Plantiers                                                                                  |
| 1931                                     | 1940    | Désiré Villaret              | SFIO        | Tailleur, maire des Plantiers                                                                               |
| 1940                                     |         |                              |             | Les conseils d'arrondissement ont été suspendus par la loi du 12 octobre 1940 et n'ont jamais été réactivés |
| Les données manquantes sont à compléter. |         |                              |             | |

### Conseillers généraux
| Période | Période      | Identité                                            | Étiquette              | Qualité |
| ------- | ------------ | --------------------------------------------------- | ---------------------- | --- |
| 1833    | 1847 (décès) | Henri Meinadier                                     | Majorité ministérielle | Lieutenant-général Ancien membre de la Chambre des Représentants (1815) Député de la Lozère (1831-1847) Propriétaire à Saint-André-de-Valborgne |
| 1847    | 1848         | Henri Marie Dumas de Marveille des Hours de Calviac |                        | Propriétaire du château de Calviac, maire de Lasalle                                                                                            |
| 1848    | 1867         | Numa Meinadier                                      |                        | Ancien Préfet du Puy-de-Dôme et de l'Indre Propriétaire à Saint-André-de-Valborgne                                                              |
| 1867    | 1870         | Henri de Rouville                                   |                        | Conseiller à la Cour Impériale de Nîmes |
| 1871    | 1896         | Pierre Meinadier                                    | Républicain            | Sénateur de 1876 à 1894 Président du Conseil général de 1888 à 1893                                                                             |
| 1896    | 1919         | Amédée de Rouville (fils d'H. de Rouville)          | Républicain            | Président de section au Conseil d'État Président du Club cévenol (1914-1924)                                                                    |
| 1919    | 1940         | Edmond Pascal                                       | Rad.                   | Procureur de la République honoraire à Bastia, propriétaire à L'Estréchure                                                                      |
|         |              |                                                     |                        | |
| 1942    | 1945         | Ernest Étienne                                      |                        | Maire de Saint-André-de-Valborgne Nommé conseiller départemental en 1942                                                                        |
|         |              |                                                     |                        | |
| 1945    | 1949 (décès) | Fernand Borgne                                      | SFIO                   | Ancien déporté, maire de Saumane (1933-1943) |
| 1949    | 1964 (décès) | Jules Ozil (1889-1964)                              | SFIO puis PSU          | Entrepreneur, ancien résistant Armée secrète Maire de Saint-André-de-Valborgne (1944-1964)                                                      |
| 1964    | 1973         | Paul Blanc (1904-1980)                              | PSU puis SFIO puis PS  | Instituteur puis représentant Maire de Saint-André-de-Valborgne (1965-1973)                                                                     |
| 1973    | 1979         | Pierre Brugueirolle (1905-1989)                     | DVG                    | Pharmacien Ancien adjoint au Maire de Nîmes Ancien conseiller général du Canton de Nîmes-1                                                      |
| 1979    | 2004         | Roger Atger                                         | PS                     | Agriculteur Maire de Saint-André-de-Valborgne (1977-2001)                                                                                       |
| 2004    | 2015         | Francis Maurin                                      | DVG                    | Fonctionnaire Maire de Les Plantiers (2001-2020)                                                                                                |

## Démographie
| 1962  | 1968  | 1975  | 1982 | 1990  | 1999  | 2006  | 2011  | 2012  |
| ----- | ----- | ----- | ---- | ----- | ----- | ----- | ----- | ----- |
| 1 462 | 1 179 | 1 016 | 993  | 1 009 | 1 003 | 1 136 | 1 164 | 1 147 |